# Roche-d'Or
Roche-d'Or es una antigua comuna suiza del cantón del Jura, situada en el distrito de Porrentruy. El 1 de enero de 2009 se fusionó con los municipios de Chevenez, Damvant, Réclère y Roche-d'Or para formar la comuna de Haute-Ajoie.
El municipio limitaba con las comunas de Réclère, Grandfontaine, Rocourt y Chevenez en Suiza, y Vaufrey, Montursin y Vernois-le-Fol en Francia.